# 히야
《히야》는 2016년에 개봉한 대한민국의 영화이다.

## 캐스팅
- 안보현 : 이진상 역
- 이호원 : 이진호 역
- 박철민 : 최동팔 역
- 강성미 : 이혜진 역
- 강민아 : 최한주 역
- 최대철 : 공창봉 역
- 정경호 : 박동석 역
- 조재룡 : 오 피디 역
- 장도윤 : 이호원 역
- 서현우 : 김용만 역
- 이장유 : 진상 부 역
- 최종훈 : 시동생 역
- 윤은별 : 시누이 역
- 김호창 : 김호창 실장 역
- 정진혁 : 김 형사 역
- 최권수 : 어린 이진상 역
- 김시원 : 어린 이진호 역
- 박민서 : 어린 이혜진 역
- 이웅휴 : 로드킹 1 역
- 이승재 : 로드킹 2 역
- 이호준 : 로드킹 3 역
- 전찬욱 : 로드킹 4 역
- 황신정 : 정마담 (선수 1) 역
- 손현준 : W간부 (선수 2) 역
- 조원재 : W간부 (선수 3) 역
- 이창훈 : W간부 (선수 4) 역
- 이혜련 : 박 여사 (선수 5) 역
- 고서희 : 황 여사 (선수 6) 역
- 이남희 : 섹시녀 (선수 7) 역
- 김용운  : 채권자 1 역
- 박건락 : 부동산업자 역
- 주석 : 본인 역 (우정출연)
- 이우탁 : 박쌤 역 (우정출연)
- 기주봉 : 시아빠 역 (특별출연)
- 장희수 : 시엄마 역 (특별출연)
- 홍여진 : 진상 모 역 (특별출연)
- 최필립 : 기남 역 (특별출연)

## 수상
- 2016년 제36회 황금촬영상 신인남우상 이호원